# Ходацу-Сімідзу
36°51′46″ пн. ш. 136°47′52″ сх. д. / 36.86278° пн. ш. 136.79778° сх. д.

Хо́дацу-Сімі́дзу (яп. 宝達志水町, ほうだつしみずちょう, МФА: [hoːdat͡su̥ ɕimʲid͡zu t͡ɕoː]) — містечко в Японії, в повіті Хакуй префектури Ісікава. Станом на 1 квітня 2009 площа містечка становила 111,68 км². Станом на 1 липня 2011 населення містечка становило 14 098 осіб.